# Lisa’s Liebe
Lisa’s Liebe ist ein 1996 erschienener Roman der österreichischen Schriftstellerin Marlene Streeruwitz. Er ist in drei Bände gegliedert, die ursprünglich in drei separaten "Folgen" erschienen waren, und handelt von den ersten Liebeserfahrungen der 39-jährigen Volksschullehrerin Lisa Lieblich. Dies ist das zweite literarische Werk nach Verführungen im Jahr zuvor, welches in dem Fernsehformat Literarisches Quartett mit dem Tenor, wen „die kleinen Extasen und Nöte einer alleinerziehenden Mutter schon interessiere“, verrissen wurde, trotzdem oder gerade deshalb Erfolg hatte. Dieser zweite Roman „erzielte zwar nicht den gleichen kommerziellen Erfolg wie Verführungen, wurde jedoch von den Kritikern ebenfalls mit Wohlwollen aufgenommen.“
Ihre dramatischen Werke mit provokanten, surrealistischen Sujets spielen an den „skurrilsten Orten“ und arbeiten mit assoziativer Dramaturgie, die bis an die Karikatur reicht, in symbolhafter Kunstsprache schreibt und mit Zitaten angereichert ist. In ihrer Belletristik benutzt die Autorin triviale Themen. Hier arbeitet sie mit konventioneller Erzählweise in schnörkelloser, funktionaler Sprache, die „durchschnittliche“ Frauenleben behandelt.
Ihr Werk muss gesellschaftskritisch verstanden werden, wenn sie in einem Interview äußert, man müsse den Frauen „eine Stimme verschaffen“. Ihr gehe es darum, „den als privat verstandenen Lebensbereich zu politisieren und in die politische Reflektion miteinzubeziehen“, schreibt Helga Schreckenberger in Die "Poetik des Banalen" in Marlene Streeruwitz' Romane "Verführungen" und "Lisa's Liebe von 1998. Nach Streenruwitz' Verständnis sei die Frau auch im ausgehenden 20. Jahrhundert auf die Familie als Bezugsort zugewiesen. Die dort „verborgene Arbeit“ wäre als Ort politischen Diskurses ungeeignet und führe zu einer unnötigen Begrenzung weiblicher Lebenswirklichkeit. Schreckenberger zitiert Bottroper Protokolle von Erika Runge und Karin Strucks Roman Klassenliebe als zwei Beispiele, in denen die Veränderung der Verhältnisse zu den Zielen der Frauenbewegung erstmals thematisiert wurden.
Marina Fischer-Kowalski bezeichnet 1989 in ihrem Aufsatz Die Öffentlichkeit des Privaten. Zur Entstehung neuer Verkehrsformen diesen Blickwinkel als anachronistisch, weil „Alltagsgewohnheiten, körperliche Bedürfnisse, Besitzverhältnisse, Hausarbeit, religiöse Erfahrungen, also für alle vordem für privat oder sogar intim ausgegrenzte Erfahrungen“ inzwischen „in bisher nicht dagewesenem Maß“ öffentlich geworden sei. Doch für Marlene Streeruwitz sind diese Forderungen der Frauenbewegung offensichtlich noch nicht eingelöst und sie sieht eine solche Entwicklung zumindest nicht im alltäglichen Leben.
Martina Süess versteht in der Wochenzeitung den Roman als Persiflage auf den stereotypischen Arztroman, in dem statt der trivialen Romanze das triste Frauenleben beschrieben wird. Markus Hallensleben bezeichnet dieses Werk als Montagetext, der „mit Wiederholungen und Variationen von hierarchischen Machtverhältnissen“ spiele, oft mit Fragmenten anderer Textgattungen, die in keinem Zusammenhang mit dem Handlungsgeschehen ständen. Auch wird der Text mit Fotografien illustriert, die patriarchalische Gewalt wie Straßenschlachten, Krieg und männliche Aggression zeigen.
Berggedicht
I kimm aufi
I schau awi
I steig awi
I schau aufi
Das Frontispiz des Collagenwerks Und. Überhaupt. Stop. Collagen. 1996–2000 zeigt die in Handschrift geschriebene Poesie Berggedicht. Dies ist Bestandteil des Romans Lisa’s Liebe und kann als zu thematisierender Perspektivwechsel in dem Roman verstanden werden. Die dort abgebildeten, patriarchalen Machtverhältnisse fordern ein Abnicken dieser Lebensumstände ein. Die auf- und abwärts gerichteten Kopfbewegungen, die unwillkürlich beim Lesen des Gedichts nachvollzogen werden, machen diesen Perspektivwechsel deutlich: „Der Weg nach unten endet mit dem Blick nach oben, das Aufschauen mit dem Abstieg.“ Sprachliche Wiederholungen entsprechen dem Schreibstil der Autorin.